# سان جورجو بياتشنتينو
سان جورجو بياتشنتينو (بالإيطالية: San Giorgio Piacentino)‏ هي بلدية في مقاطعة بياتشنزا في إقليم إميليا رومانيا الإيطالي.

## السكان
في سنة 1861 بلغ عدد السكان 3٬808 نسمة، وتطور العدد ليصل في سنة 2011 لـ 5٬818 نسمة.
يظهر هذا المخطط البياني تطور النمو السكاني لـ سان جورجو بياتشنتينو

## أعلام
- كارلو كاتانيو